# ウォルト・ディズニー・コンサートホール

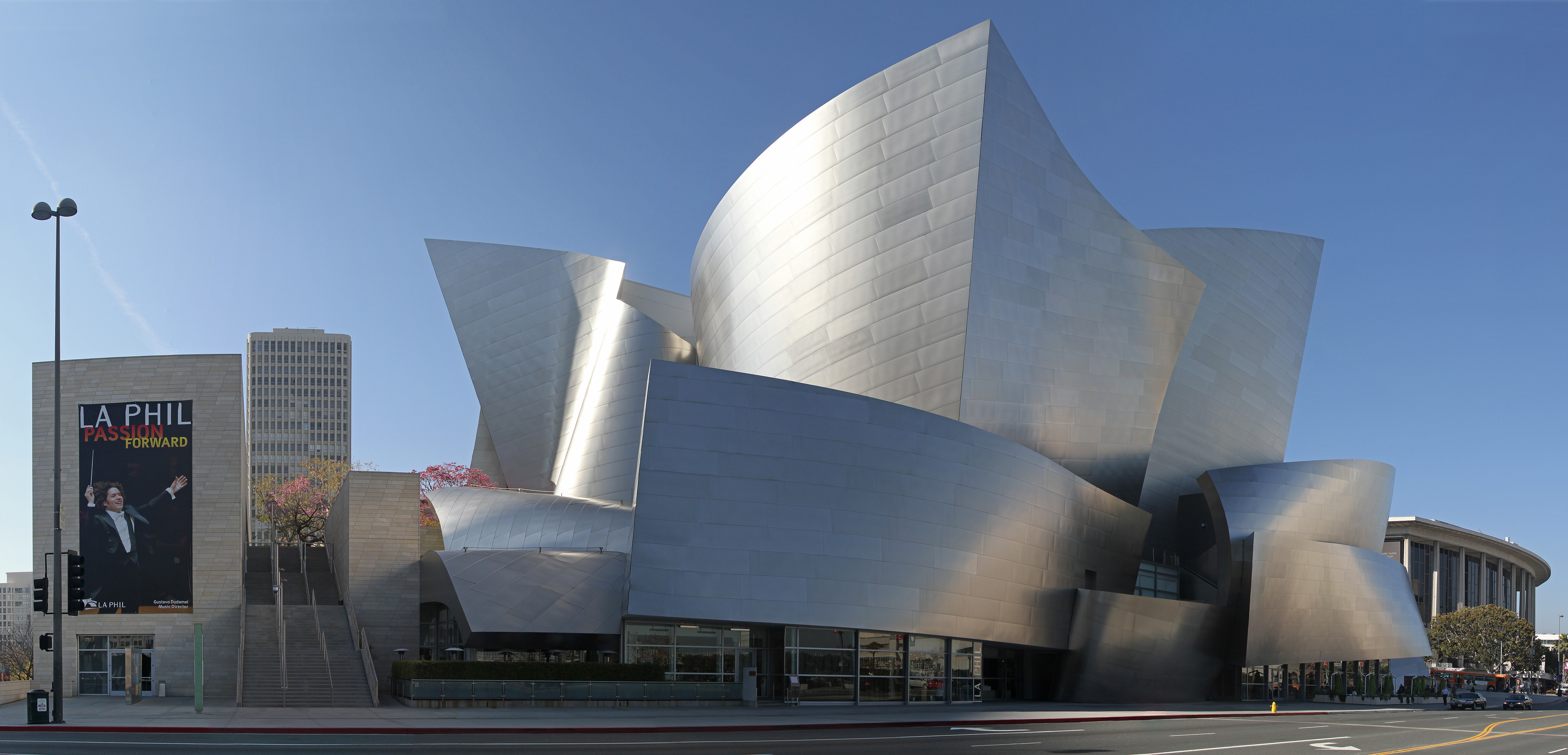
ホール外観

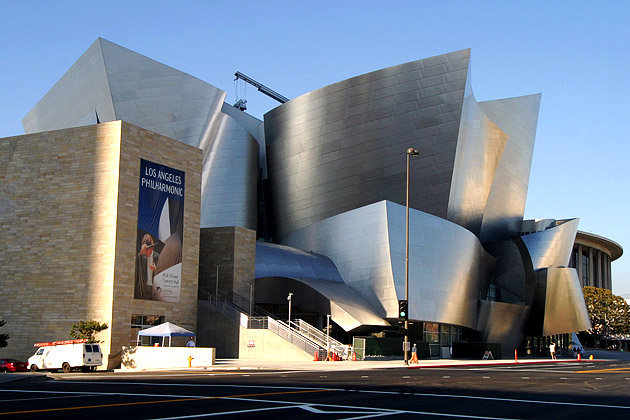
ホール外観

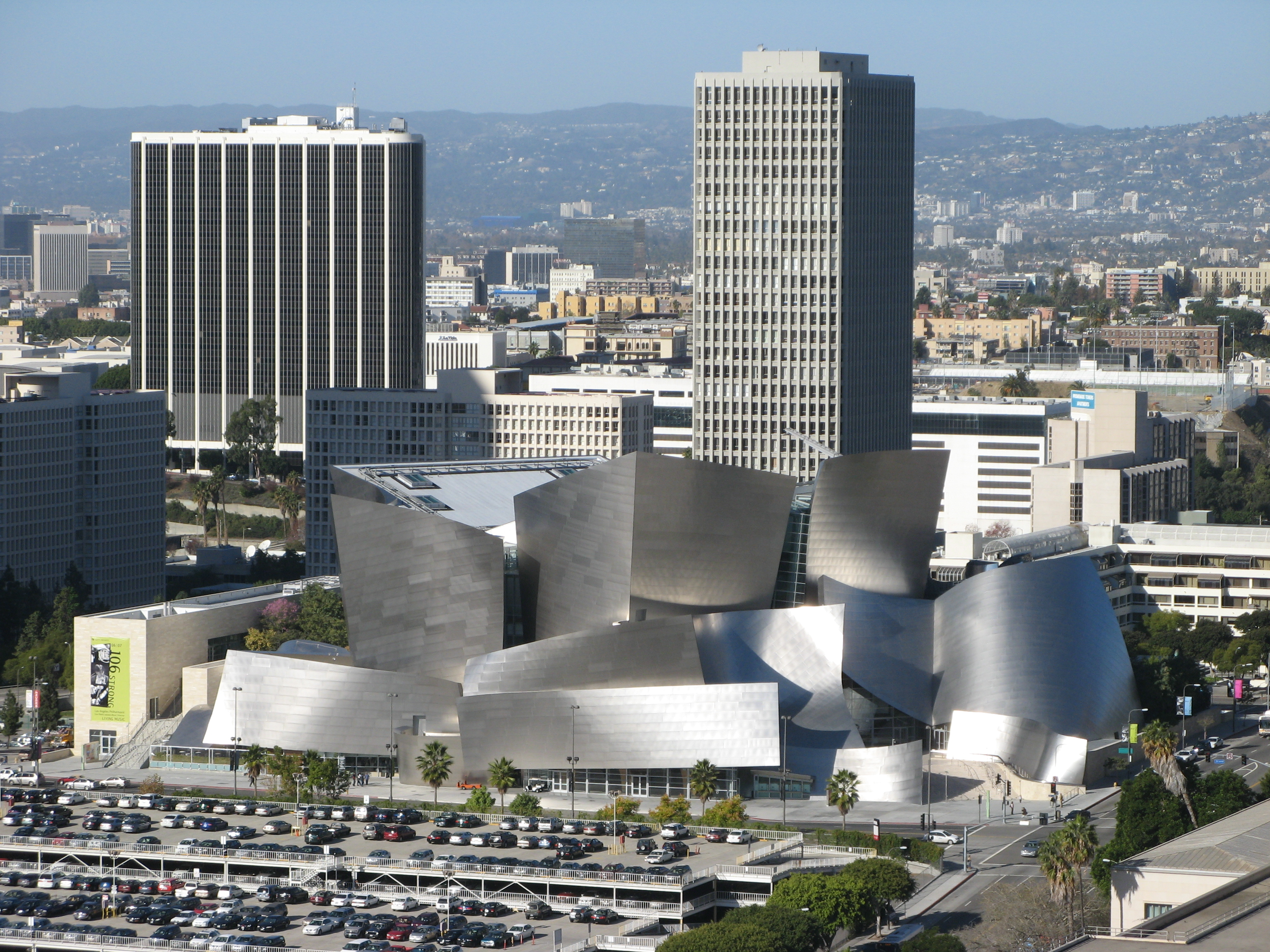
ホール遠景

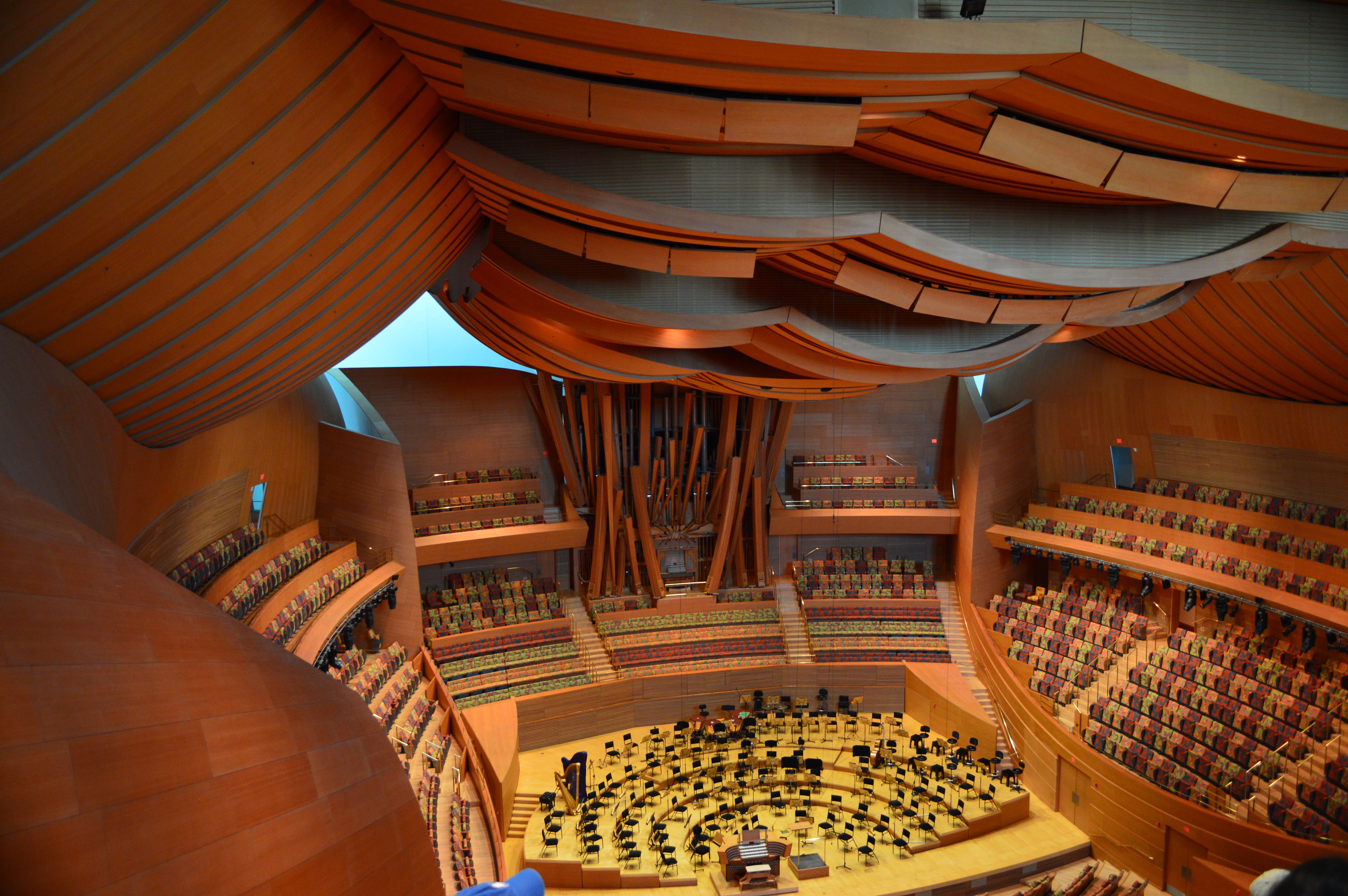
ホール内観

ウォルト・ディズニー・コンサートホール（Walt Disney Concert Hall）は、アメリカ合衆国 ロサンゼルス・サウス・グランド通り111のロサンゼルス・ミュージックセンター内にある、ウォルト・ディズニー・カンパニー所有のヴィンヤード型のコンサートホール。

## 概要
1987年、ウォルト・ディズニーの妻であったリリアン・ディズニーが、ロサンゼルスの人々の文化・芸術の向上に資することからホールの建設を決定、ディズニー家はこのプロジェクトに総額で1億ドル以上を拠出した。
設計はフランク・ゲーリー、音響は豊田泰久が担当した。メインホールは、硬質木製パネルで構成され、優れた音響効果を持つ。
2003年10月23日、ロサンジェルス・フィルハーモニックによるガラコンサートにより、こけら落とし公演が行われた。ロサンジェルス・フィルとロサンゼルス・マスター・コラールの本拠地となっている。